# 金鐘獎非流行音樂節目主持人獎得獎列表
非流行音樂節目主持人獎為廣播金鐘獎曾經頒發的獎項，2019年起改名為類型音樂節目主持人獎。

## 非流行音樂節目主持人獎
| 年度 | 得獎者                         | 廣播作品                                                 | 其他入圍者 |
| ---- | ------------------------------ | -------------------------------------------------------- | --- |
| 2003 | 施秀芬(金笛)                   | 《音樂廳》 復興廣播電台台北台                            | 江秀靜／《音樂週記》／漢聲廣播電台台北總台 黃信麗／《漢聲文化館》／漢聲廣播電台台北總台 簡文秀／《愛麗絲的夢境〈雨夜花的世界〉》／警察廣播電臺新竹臺 謝瑞珍／《九腔十八調》／中國廣播公司苗栗廣播電台                                            |
| 2004 | 梅少文                         | 《週六開心講》 漢聲台北台                                | 施秀芬 （金笛）／《音樂廳》／復興台北台 邢子青／《台北歌劇院》／台北愛樂 雷光夏／《粉紅色森林之女性入門系列》／台北愛樂 文雅怜／《DEBORAH的音樂小棧》／佳音電台                                                                                  |
| 2005 | 王伊蕙（林禾）                 | 《雅音流轉-樂來香》 國防部政治作戰總隊漢聲廣播電臺高雄臺 | 吳正順／《星月城堡》／復興廣播電臺高雄臺 林秋妹（亞磊絲．泰吉華坦）、朱瑞娟（朱芷欣）／《原音飄香走世界》／ 財團法人寶島客家廣播電臺 黃永達（阿達仔）／《曲藝風華》／全威創意媒體 黃美娟／《南方音樂城》／正聲廣播股份有限公司高雄廣播電臺       |
| 2006 | 張鎮堃 羅貴玉                  | 《客家音樂廳》 財團法人中央廣播電臺                      | 梅少文／《生活掃描》／國防部政治作戰總隊漢聲廣播電台 王裕仁／《台灣阿哥哥》／復興廣播電台 吳正順【齊軒】／《星月城堡》／復興廣播電台高雄台 阮丹青／《陽光海岸》／復興廣播電台台中台                                                              |
| 2007 | 張翰揚                         | 《當音樂來敲門》 正聲廣播股份有限公司臺北調頻廣播電臺    | 林宗慶／《月光下的旋律》／正聲廣播股份有限公司臺北調頻廣播電臺 柳百珊／《百珊FUN音樂》／竹科廣播股份有限公司 楊盈箴（咖啡貓）／《傾聽音樂》／財團法人佳音廣播電台 詹慧慈（詹以真）／《聽說原住民》／財團法人中央廣播電臺                         |
| 2008 | 張翰揚                         | 《當音樂來敲門》 正聲廣播股份有限公司臺北調頻廣播電臺    | 白繼祥(季翔)／《微笑的旋律》／正聲廣播股份有限公司雲林廣播電臺 阮丹青／《陽光海岸》／復興廣播電臺 岳玲／《輕鬆一下午》／內政部警政署警察廣播電臺高雄臺 楊盈箴（咖啡貓）／《傾聽音樂》／財團法人佳音廣播電台                                      |
| 2009 | 劉馬利                         | 《IC小提琴名人堂》 竹科廣播股份有限公司                  | 土豆仁（王裕仁）／《台灣鹹酸甜》／國立教育廣播電台 李芝菁、羅國盛／《台語紅歌曲》／財團法人中央廣播電臺 李瑞英／《采風道情》／復興廣播電臺 張翰揚／《當音樂來敲門》／正聲廣播股份有限公司臺北調頻廣播電臺                                        |
| 2010 | 張翰揚                         | 《當音樂來敲門》 正聲廣播股份有限公司臺北調頻廣播電臺    | 江秀靜／《音樂沙拉吧》／漢聲廣播電臺臺北總臺 汪國卿／《大樹下的歌聲》／正聲廣播股份有限公司臺北廣播電臺 咖啡貓【楊盈箴】／《傾聽音樂》／財團法人佳音廣播電台 劉馬利／《馬利音樂沙龍》／竹科廣播股份有限公司                                      |
| 2011 | 何方【陳晞】                   | 《何方音樂部落格》 復興廣播電臺                          | 阿法／《迴轉音樂》／正聲廣播股份有限公司臺北調頻廣播電臺 張翰揚／《當音樂來敲門》／正聲廣播股份有限公司臺北調頻廣播電臺 端端【陳端慧】／《世界夢想音樂廳》／國立教育廣播電臺 劉馬利／《馬利音樂沙龍》／竹科廣播股份有限公司                      |
| 2012 | 眭澔平                         | 《世界音樂之旅》 苗栗正義廣播電台股份有限公司            | 王心睿／《郭德堡夜未眠》／好家庭廣播股份有限公司 何方【陳晞】／《何方音樂部落格》／復興廣播電臺 張翰揚／《當音樂來敲門》／正聲廣播股份有限公司臺北調頻廣播電臺 鄭朝方／《山與山的對話：好好聽客家》／環宇廣播事業股份有限公司                    |
| 2013 | 張翰揚                         | 《當音樂來敲門》 正聲廣播股份有限公司臺北調頻廣播電臺    | Terry Engel（Terror）／《Metal Mayhem》／財團法人台北國際社區文化基金會 何方【陳晞】／《何方音樂部落格》／復興廣播電臺 李菁【李芝菁】、羅國盛／《歌謠戀春風》／財團法人中央廣播電臺 劉馬利／《馬利音樂沙龍之「合唱馬利」》／竹科廣播股份有限公司 |
| 2014 | 北原山貓【吳廷宏（杜賴瓦旦）】 | 《北原山貓聊天來~依呀呼》 財團法人中央廣播電臺           | 呂岱衛／《蒙德里安調色盤》／好家庭廣播股份有限公司 吳珮菁／《珮菁的擊樂世界》／財團法人台北勞工教育電台基金會 李菁【李芝菁】、羅國盛／《歌謠戀春風》／財團法人中央廣播電臺 黃信麗／《復興藝文館》／復興廣播電臺                                  |
| 2015 | 李菁【李芝菁】、羅國盛         | 《歌謠戀春風》 財團法人中央廣播電臺                      | 江秀靜／《音樂沙拉吧》／漢聲廣播電臺臺北總臺 咖啡貓【楊盈箴】／《傾聽音樂》／財團法人佳音廣播電台 賴家慶／《阿卡佩拉》／財團法人台北勞工教育電台基金會 羅小Q【羅方翰】／《音樂二三事》／國立教育廣播電臺                                         |
| 2016 | 子雁、華姵                     | 《新客家空中音樂會》 新客家廣播事業股份有限公司          | 李可／《音樂伸展台-音樂花茶》／高雄廣播電臺 呂岱衛／《蒙德里安調色盤》／好家庭廣播股份有限公司 采琦【金玉琦】／《音樂地圖》／臺北廣播電臺 張翰揚／《當音樂來敲門》／正聲廣播股份有限公司臺北調頻廣播電臺                                         |
| 2017 | 呂岱衛                         | 《蒙德里安調色盤》 好家庭廣播股份有限公司                | 何方／《何方音樂部落格》／復興廣播電臺 咖啡貓【楊盈箴】／《傾聽音樂》／財團法人佳音廣播電台 林姿瑩／《笛思林夢想之樹》／竹科廣播股份有限公司 賴家慶／《阿卡佩拉》／財團法人台北勞工教育電台基金會                                                |
| 2018 | 嘉仕【賴嘉仕】                 | 《戀戀曾文溪》 曾文溪廣播電台股份有限公司                | DJ羅小Q【羅方翰】／《電音新浪潮》／國立教育廣播電臺 李欣芸／《星夜狂想曲》／財團法人台北勞工教育電台基金會 咖啡貓【楊盈箴】／《傾聽音樂》／財團法人佳音廣播電台 徐睿楷【Eric Scheihagen】／《原聲探索》／財團法人原住民族文化事業基金會          |

## 外部連結
- 文化部影視及流行音樂產業局 （页面存档备份，存于）
- 第53屆廣播電視金鐘獎官方網站 （页面存档备份，存于）